# Diplocyclos schliebenii
Diplocyclos schliebenii là một loài thực vật có hoa trong họ Cucurbitaceae. Loài này được (Harms) C.Jeffrey mô tả khoa học đầu tiên năm 1962.